# Bythiospeum lamperti
Bythiospeum lamperti is een slakkensoort uit de familie van de Hydrobiidae. De wetenschappelijke naam van de soort is voor het eerst geldig gepubliceerd in 1907 door Geyer.